# Звягина, Анастасия Викторовна
Анастасия Викторовна Звягина (род. 14 декабря 1978, Москва) — российский государственный и политический деятель. Министр Правительства Московской области по информационной политике. Возглавляет эту службу с 2016 года, с 2013 по 2016 года была заместителем руководителя Главного управления по информационной политике Московской области — начальником Управления пресс-службы Губернатора и Правительства Московской области.

## Биография
В 1996−2001 годах училась в Государственной академии славянской культуры по специальности филолог, затем в 2005−2006 годах — в Московской академии государственного и муниципального управления Российской академии государственной службы при президенте Российской Федерации по специальности тележурналист.
Начинала трудовую деятельность как корреспондент ГТК «ТВ Столица» с 2001 по 2011 годы. Работала заместителем руководителя пресс-службы Политического управления Центрального исполнительного комитета партии «Единая Россия», в Государственной Думе Федерального Собрания Российской Федерации. С 2013 года — на руководящих должностях в Правительстве Московской области.
При непосредственном участии Анастасии Звягиной была проведена работа по развитию средств массовой информации и полиграфического комплекса региона, было создано пятьдесят пять информационных агентств, в каждом из которых работает Школа юных журналистов.
А. Звягина содействовала появлению в Московской области — первой среди регионов в РФ — мониторинга социальных сетей с реагированием на обращения жителей, а с 1 сентября 2017 года созданию информационной системы «Инцидент», позволяющей вести автоматический мониторинг и оперативно отвечать на обращения жителей в социальных сетях.

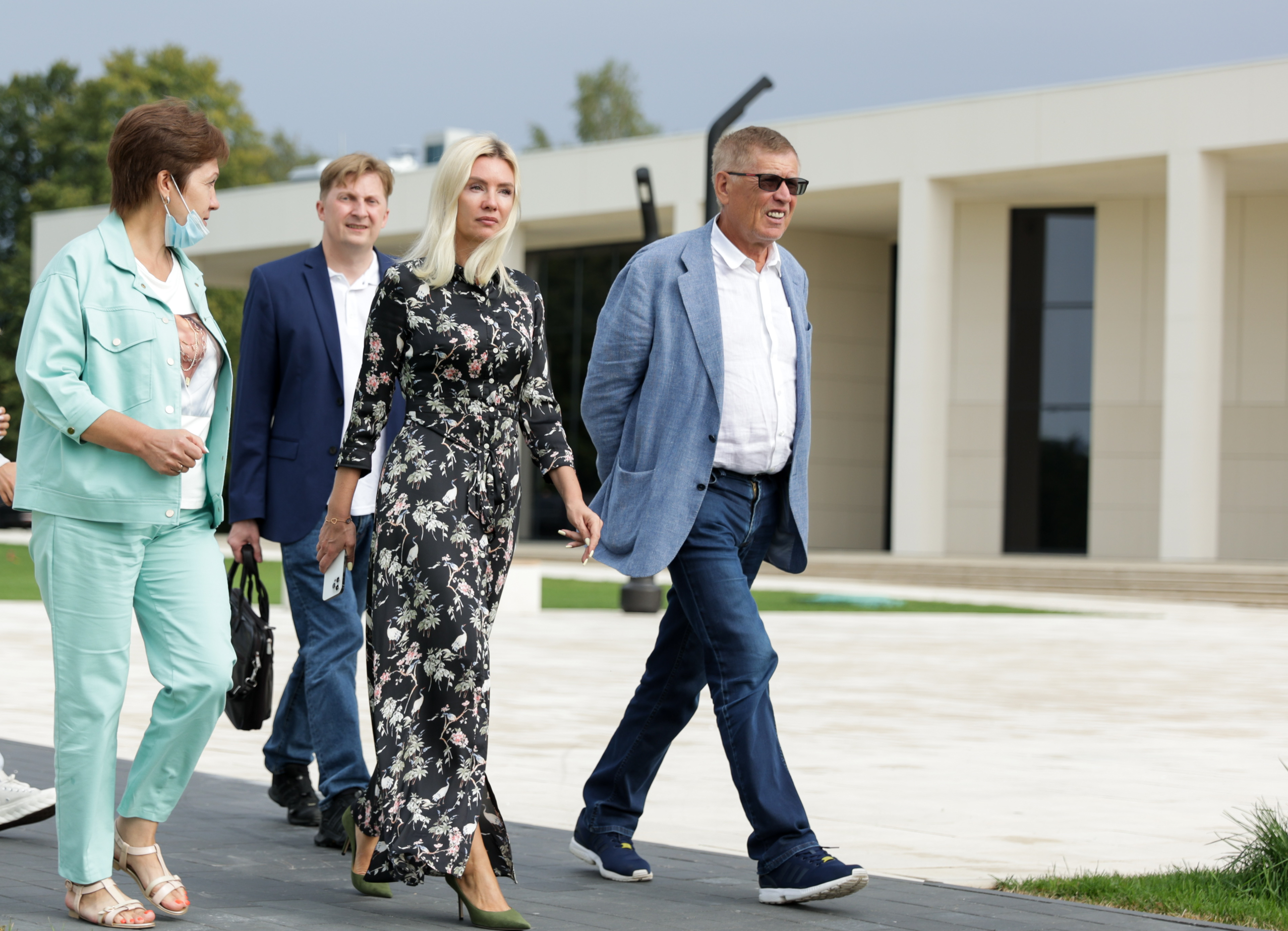
Владимир Николаевич Сунгоркин, генеральный директор и главный редактор ИД «Комсомольская правда»; Анастасия Викторовна Звягина, министр Правительства Московской области по информационной политике; Станислав Александрович Козловский, исполнительный директор НП «Викимедиа РУ» и Надежда Алексеевна Фролова, экскурсовод 1 категории Музейного комплекса «ЗОЯ» в Музейном комплексе «ЗОЯ» во время вики-экспедиции «Руза заповедная».
Автор фото: Константин Семенец.

Министр выступила инициатором учреждения спецноминации «Свободные знания для Википедии» совместно с НП «Викимедиа РУ» в рамках Премии Губернатора «Медиана» в 2021 году и конкурса «Узнай Подмосковье с Википедией» с вики-экспедициями по Московской области.

## Награды
Министр обладает следующими наградами:
Государственные
- Памятная медаль Министерства спорта Российской Федерации «XXII Олимпийские зимние игры и XI Параолимпийские зимние игры 2014 года в г. Сочи», 2014;
- Почетная грамота Федеральной антимонопольной службы, 2018;
- Медаль ордена «За заслуги перед Отечеством» II степени, 2020[11].
- Почетная грамота Министерства цифрового развития, связи и массовых коммуникаций Российской Федерации, 2020 г.

Московской области
- Патриарший знак «700-летие преподобного Сергия Радонежского», 2014;
- Благодарность Губернатора Московской области
- Благодарственное письмо Губернатора Московской области
- Почетная грамота Губернатора Московской области
- Знак «За заслуги перед Московской областью» III степени, 2018;

Иные
- Победитель Российского конкурса «Менеджер года – 2018»[3];
- Награда Института развития интернета «За особый вклад в развитие коммуникации с жителями в интернете», 2019.